# In memoriam Barta Tamás 1948–1982 emléklemez
Az In memoriam Barta Tamás (1948–1982) Emléklemez a Locomotiv GT 1992-ben megjelent albuma. A nagylemez Barta Tamás halálának tizedik évfordulójára jelent meg. Az albumra gondozásáért  Adamis Anna, a lemez kezdeményezője volt felelős, A lemezen szereplő dalokat Herskovits Iván válogatta össze. Az LGT dalai mellett a Ringasd el magad II. a Képzelt riport egy amerikai popfesztiválról című musicalből való, a két Zalatnay-dal Zalatnay Sarolta és az LGT Álmodj velem... című 1972-ben kiadott lemezéről, a két Kovács Katidal pedig az énekesnő az LGT-vel 1974-ben készült címnélküli lemezéről.

## Dallista
Minden dal szerzője Barta Tamás és Adamis Anna, kivéve a Ringasd el magad II-t, melynek Presser Gábor és Adamis Anna.
A oldal
1. Szeress nagyon (1972) 4:02 (ének: Frenreisz Károly, Presser Gábor)
2. A véremben van (1972) 2:25 (ének: Zalatnay Sarolta)
3. Csak egy szóra (1972) 4:15 (ének: Barta Tamás, Frenreisz Károly, Presser Gábor)
4. Hej, gyere velem (1973) 3:04 (ének: Somló Tamás)
5. Vallomás (1973) 3:55 (ének: Barta Tamás, Somló Tamás, Presser Gábor)
6. Ringasd el magad II. (1973) 3:50 (a Vígszínház művészeivel))

B oldal
1. Tanítsd meg a gyerekeket (1974) 2:35 (ének: Kovács Kati)
2. Télutó (1974) 3:15 (ének: Kovács Kati)
3. Szabadíts meg (1973) 3:40 (ének: Presser Gábor, Barta Tamás, Somló Tamás)
4. Ő még csak most tizennégy (1973) 3:45 (ének: Presser Gábor, Barta Tamás, Somló Tamás)
5. Napraforgó (1972) 4:05 (ének: Zalatnay Sarolta, Presser Gábor)
6. Csavargók angyala (1973) 2:55 (ének: Barta Tamás; próza: Rónay István)

## Közreműködők
Locomotiv GT
- Barta Tamás: gitárok, bendzsó
- Presser Gábor: billentyűshangszerek
- Laux József: dobok, ütőhangszerek
- Frenreisz Károly: Fender-basszus, fúvóshangszerek (1971-72)
- Somló Tamás: basszusgitár, fúvóshangszerek (1973-1974)
- Adamis Anna: versek